# うしかい座タウ星b

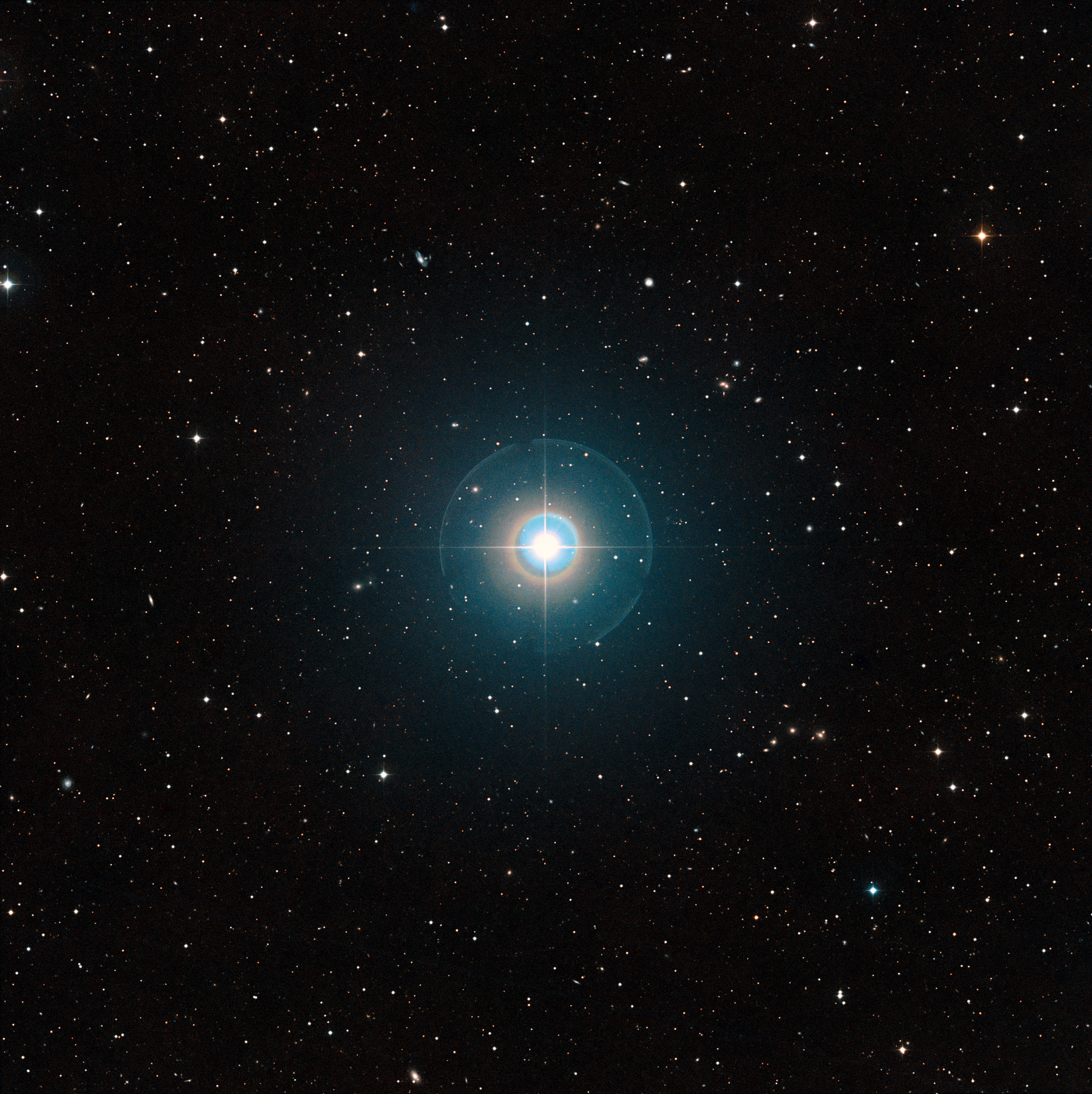
うしかい座τ星系の画像。この光の1万分の1程度がうしかい座τ星bの反射光である。

うしかい座τ星b（うしかいざタウせいb、Tau Boötis b、Tau Boo b）とは、F型主系列星うしかい座τ星Aの周りを公転する太陽系外惑星である。

## 概要
うしかい座τ星bは、1996年に発見された、太陽系外惑星の中でも最初期に見つかった惑星である。また、地球からの距離は50.9光年である。

## 惑星のデータ

### 軌道
うしかい座τ星bは、うしかい座τ星Aの周りを3日7時間29分56秒かけて公転している。誤差は±2秒であり、極めて正確に求まっている。うしかい座τ星Aの自転周期もほぼ同じ数値である3.31日と測定されており、惑星の公転周期と恒星の自転周期が一致している。このような関係はうしかい座τ星系が唯一知られている例である。
軌道長半径は720万km(0.0481AU)と、うしかい座τ星Aからかなり近い距離を公転している。これは太陽と水星の距離の12%程しかない。また、軌道傾斜角は44.5度または47度、離心率は0.023である。

### 物理的性質
うしかい座τ星bは、質量が木星の5.95倍または5.7倍であると推定され、このことから木星型惑星であると推定されている。うしかい座τ星bはドップラー分光法で観測されたため、当初は下限質量が木星の3.9倍としかわかっていなかった。また、先述した通りうしかい座τ星Aからかなり近い距離を公転しているため、表面温度が1377℃(1650K)のホット・ジュピターである。
うしかい座τ星bは、地球から見て恒星の手前を通過しないため、惑星の大気を通過した光を直接観測することができない。しかし、後述するVLTがうしかい座τ星bの反射光を測定したことによって、大気中の一酸化炭素を測定することができた。その結果、うしかい座τ星では、高度が上昇するほど大気の温度が下がっている事がわかった。普通のホット・ジュピターは、高度が上昇するほど温度が高くなる温度逆転と呼ばれる性質があるが、うしかい座τ星bはそれとは逆であることが分かった。

## 観測の歴史
うしかい座τ星bは、1996年にジェフリー・マーシーらの研究チームによって発見された。
1999年、うしかい座τ星bを太陽系外惑星としては初めて直接観測したと発表された。しかし、この発見は後に撤回されている。真に直接観測されたのは、2008年のHR 8799系の3つの惑星(HR 8799 b、c、d)と、フォーマルハウトb（ただし存在に疑問がもたれている）である。
2012年、VLTがうしかい座τ星Aの光の中から、うしかい座τ星bが反射した光だけを抜き出して測定したことによって、正確な質量や軌道傾斜角、大気の性質などが判明した。うしかい座τ星Aの光の中で、うしかい座τ星bからの反射光は0.01%しか含まれていない。2つのチームがそれぞれ発表した値には差異がある（例えば質量が5.95倍と5.7倍など）。

## 名称

### bかAbか
うしかい座τ星bの中心星であるうしかい座τ星Aには、伴星であるうしかい座τ星Bが存在する。大文字と小文字の違いしかなく紛らわしいため、区別を強調する場合にはうしかい座τ星bはうしかい座τ星Aを公転している事を示すためうしかい座τ星Abと書かれる場合がある。混同する恐れがない場合には、Aを外して単にうしかい座τ星bと書かれる。

### ミレニアム惑星
発見の発表が1999年12月という千年紀末だったことから、うしかい座τ星bはミレニアム惑星(Millennium Planet)とあだ名で呼ばれた（2000年から新千年紀と考えたようである）。

### 承認されなかった固有名
2015年、国際天文学連合により、うしかい座τ星系（恒星Aと惑星b）を含む20の系外惑星系の固有名が、公募・一般投票された。τ星系では、インドのGurudev Observatory-outreach programが提案したShri Ram Matt（A）とBhagavatidevi（b）が、圧倒的得票数で1位となった。
しかしこれらの名は、インドの社会思想家Shriram Sharmaとその妻Bhagavati Devi Sharmaに因んでおり、国際天文学連合が発表していたルールの1つ「主に政治的・軍事的・宗教的活動で知られる個人・場所・事件の名前は禁止」に反しているとして、投票は無効となった。
なおこの投票では、ルールに反した提案でもそのまま投票対象となっていた。「他の天体の名称と類似しない」というルールに反しているにも関わらず1位となった提案がいくつかあったが、それらは変更された語形や類義語で承認された。投票自体が無効となったのはこの星系だけである。
次の系外惑星命名の機会である、2019年のキャンペーンの対象となる100の惑星系には、τ星系は含まれていない。